# Aplosonyx smaragdipennis
Aplosonyx smaragdipennis là một loài bọ cánh cứng trong họ Chrysomelidae. Loài này được Chevrolat miêu tả khoa học năm 1838.